# José Aparecido dos Santos
José Aparecido dos Santos, detto Joy (San Paolo, 15 novembre 1946), è un ex cestista brasiliano.

## Carriera
Con il Brasile ha disputato due edizioni dei Giochi olimpici (Città del Messico 1968, Monaco 1972) e i Campionati mondiali del 1970.